# 木星狀星雲
木星狀星雲（NGC 3242），也稱為木魂星雲或科德韋爾59，有時也被稱為眼星雲，是位於長蛇座的一個行星狀星雲。
威廉·赫歇爾在1785年2月7日發現這個星雲，並且編目為H IV.27。約翰·赫歇爾於1830年代在南非好望角觀察這個星雲，並且將它命名為h 3248，而且將它列入1864年的一般目錄中的GC 2102；在1888年，約翰·路易·埃米爾·德雷耳的星雲和星團新總表中它成為NGC 3242。
人們可以輕鬆的使用業餘的望遠鏡看見它。大多數的觀測者看見的顏色都是藍綠色，大的望遠鏡可以很明確的區分出外面的暈。

## 圖集

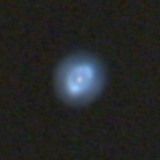
使用10" 史密德-蓋賽格林望遠鏡的影像。
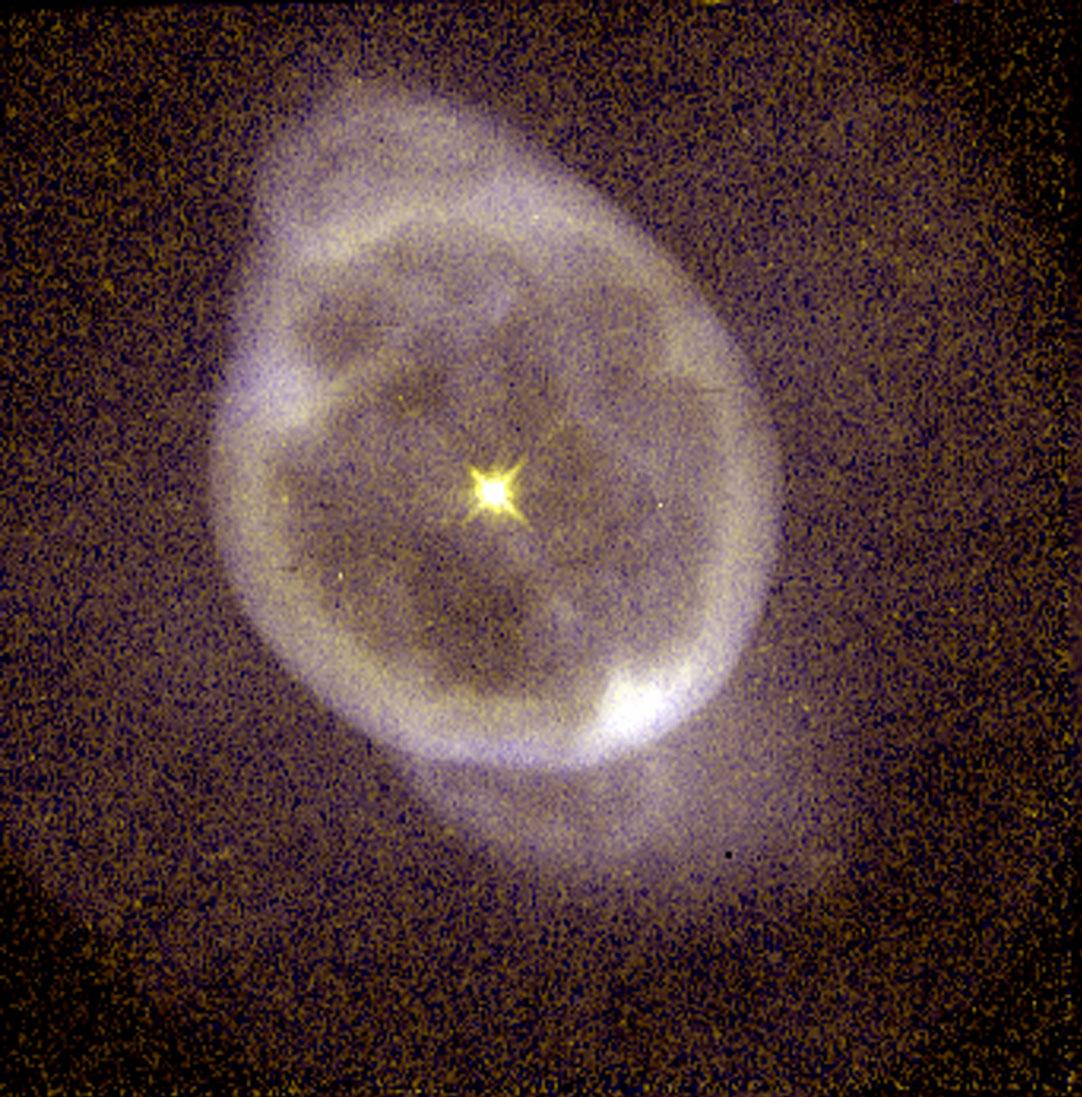
不同的哈伯影像。
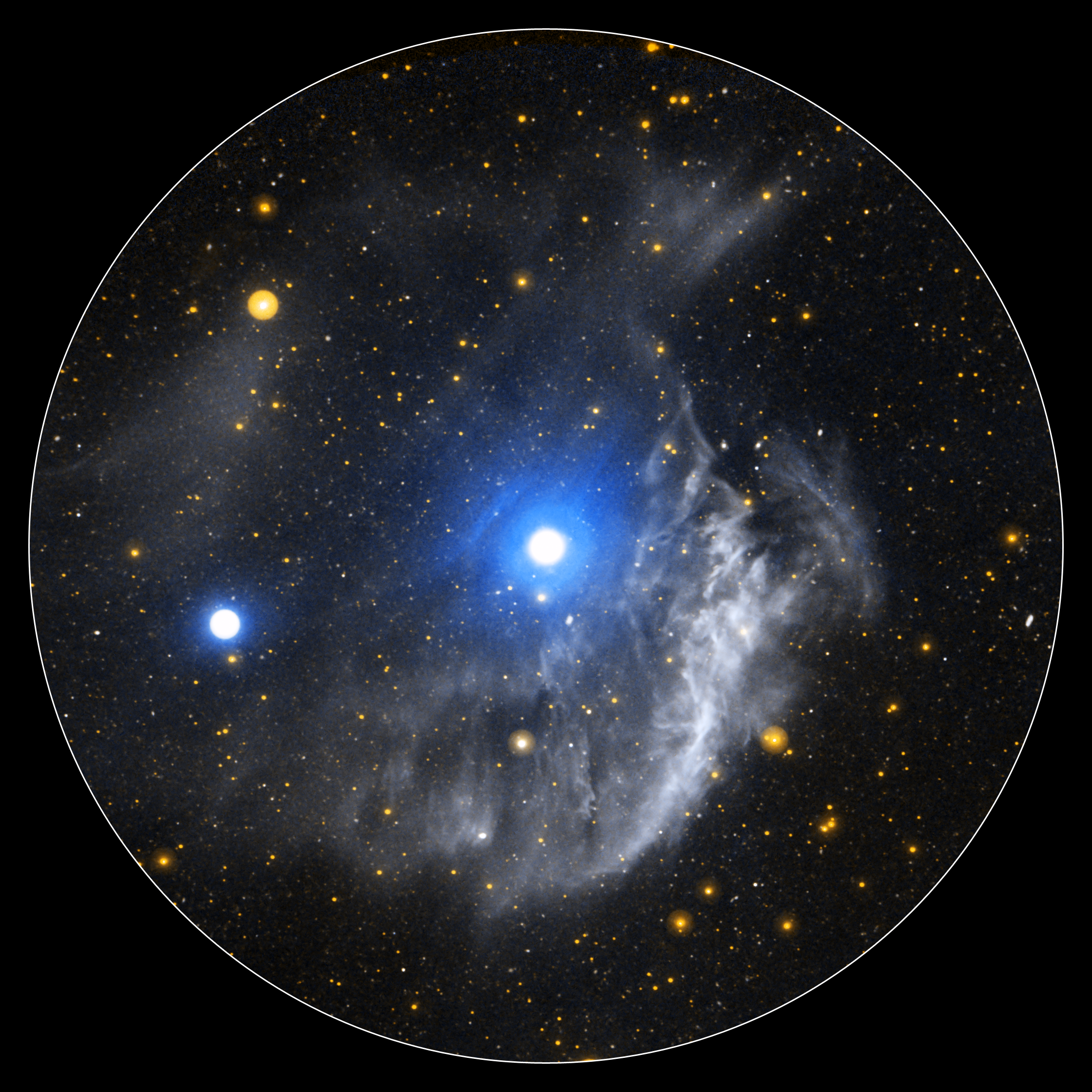
來自NASA星系演化探測器的紫外線影像。
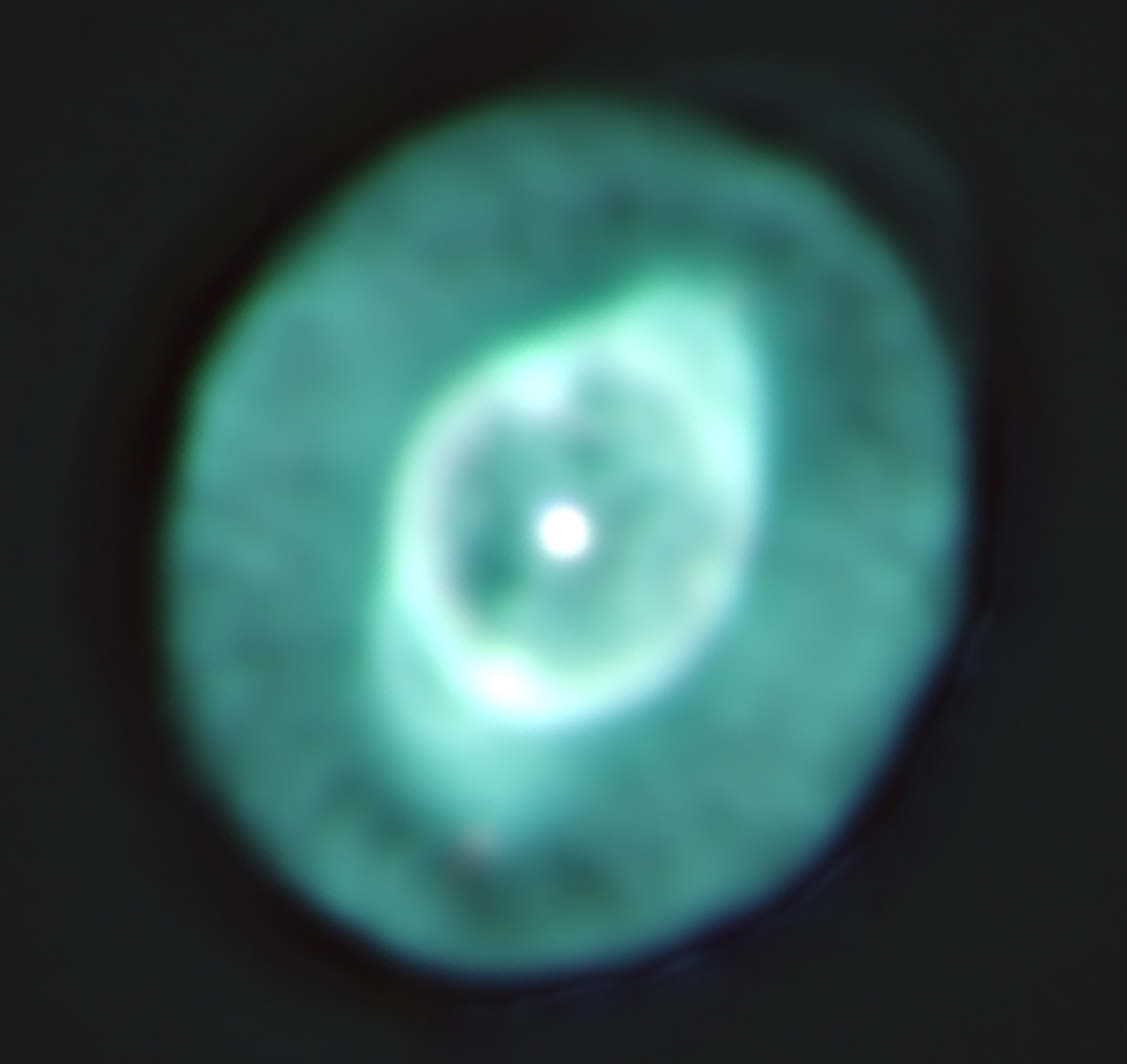
美國亞利桑那州萊蒙山天文台32英寸的Schulman telescope拍攝的NGC 3242。

## 外部連結
- The Hubble European Space Agency Information Centre （页面存档备份，存于） – Hubble picture and information on NGC 3242]
- WikiSky上关于木星狀星雲的内容：DSS2, SDSS, GALEX, IRAS, 氢α, X射线, 天文照片, 天图, 文章和图片